# 燃料噴射装置
燃料噴射装置（ねんりょうふんしゃそうち、英: Fuel injection system）は、予混合燃焼機関で、液体燃料を吸入空気に霧状に噴射する装置である。

## 概要
ガソリンエンジンなどの内燃機関では燃料をシリンダー内部で一瞬で爆発的に燃焼させるため、液体の燃料を霧状にして空気と混ぜ合わせた上でシリンダーに送り込む必要がある。
実用的な燃料気化装置としてまず実用化されたのは、ベンチュリー効果を利用した、より簡便で単純なキャブレターであり、20世紀中には広く用いられた。しかしその単純さゆえ空燃比の緻密な制御は困難で、年々強化される自動車排出ガス規制にキャブレターでは適合させられなくなるなど、技術的限界に直面するようになり、また電子技術の進歩に伴い、2001年以降は自動車用途では電子制御式燃料噴射装置がほぼ全面的に採用され、キャブレターを駆逐した。一方で電子制御式は作動には電源をはじめ、加圧ポンプやコントロールユニットなどの補機類が必要で、装置の構造が複雑精密、かつ高価になることから、一部の可搬式作業機械用エンジンなどでは、キャブレターがいまだに使われている。

### 歴史
キャブレターの霧化性能は気圧や温度といった外気の状態変化に左右されやすく、高度で大気状態が極端に変化する航空機では状況に応じた対応が難しかった。また重力を利用しているため、装置の上下が逆になったり、逆Gがかかる機動を行う戦闘機用途では、燃料が途切れてエンジンが停止する問題があった。そのため重力や空力に頼らず、ガソリンを直に加圧してスプレーする方式が早くから研究され、あるものはディーゼルエンジンの噴射ポンプ技術をそのまま応用した機械式燃料噴射装置として実用化された。
機械式燃料噴射装置は第二次世界大戦終結までのドイツ空軍で航空用エンジンとして盛んに用いられた。メッサーシュミット Bf109は、他国の戦闘機がキャブレターを搭載していた当時に燃料噴射装置を採用し、マイナスGのかかる逆宙返りや背面飛行が可能だった。日本やイタリアでもライセンス生産され、燃料噴射装置は三菱重工業が開発・製造した航空機用エンジンの火星後期型や金星末期型に採用された。
自動車への適用は1954年に発表されたメルセデス・ベンツ・300SLが最初であり、同時に自動車用としては世界初のガソリン直噴エンジンでもあった。その後アメリカ、特にカリフォルニア州で環境意識の高まりから排ガス規制が厳格化されると、汚染物質の排出原因である、シリンダー内の燃料の不完全燃焼問題を解決するため、より精密なエンジン制御が求められるようになった。これは機械式キャブレターでは対応しきれない要求であった。そこで自動車メーカー各社は当時発達しつつあったデジタル技術による燃料供給の制御化に積極的に取り組み、燃料噴射は車載マイコンのエンジンコントロールユニット（ECU）のプログラムに制御されるようになり、噴射量や噴射タイミングをエンジンの負荷や回転速度といった運転状況に応じてきめ細かく変化させるようになった。これにより排出ガスに含まれる有害成分を低減することだけでなく、出力や始動性の向上、燃費の改善が可能となった。
レシプロエンジンの民間用航空機では電子制御式燃料噴射装置の採用は、電子制御の信頼性が確立されていないなどの理由で自動車用に比べるとやや遅かったが、1990年代以降はほぼ全面的に置き換わった。高度により大気圧（空気密度）が変化する航空機では空燃比コントロール操作が操縦者の負担であったが、電子制御により自動化が容易となった。
オートバイでは1980年代に本田技研工業が電子制御の燃料噴射装置付きエンジンを実用化し、日本国内市販車では1982年（昭和57年）に川崎重工業のZ750GP（Z750V1）に初めて採用された。また、WGPが2ストロークに有利な規定だったこともあって、モータースポーツの世界では1994年に登場したホンダ・RVF750/RC45が登場するまでは使用されていなかった。一方他社では、スズキから1998年に発売されたTL1000R、ヤマハから1999年に限定発売されたYZF-R7がそれぞれ初で、カワサキに至ってはMotoGPに参戦するまでキャブレターを採用していた。一方で、2003年（平成15年）10月3日には本田技研工業が原動機付自転車用49 cc4ストロークエンジンを搭載した。2004年（平成16年）10月にスズキが燃料を重力落下式とし、燃料ポンプと噴射ノズルを一体化したディスチャージポンプ式49 cc4ストロークエンジンをレッツ4に搭載した。この方式では燃料ポンプと高圧に耐える燃料パイプが不要となり、コストを低減させるとともに機構の信頼性を確保した。オートバイ用として燃料噴射装置が普及するようになるとスロットル開度に対するエンジン出力上昇が急速な特性を緩和する方策をとる車種も登場した。これは1つの吸気経路に2つのバタフライバルブを直列に設け一方をアクセルワイヤーで動作。もう一方はECUで制御されたアクチュエーターモーターで動作させるツインバルブとも呼ばれる機構で、ECU制御バルブは運転手の操作に対するスロットル開度の応答を抑える働きをする。排気量が比較的大きな車種に採用される。
2ストロークエンジンでは、船外機やスノーモービルで採用されている。1990年代に本田技研工業がレース用バイクのNSR500に採用したが、市販車への採用は見送られた。海外ではビモータが1997年に筒内直噴インジェクションを採用した500V dueを市販したが、制御面での不具合が頻発し早期に販売を終了している（この失敗が同社が倒産する最大の要因になった）。コロラド州立大学の支援を受けて非営利企業のEnviroFitは東南アジアにおける大気汚染を減らすため、オービタル社の開発した技術を基に2ストローク自動二輪向けの改造キットを開発した。

## 動作原理

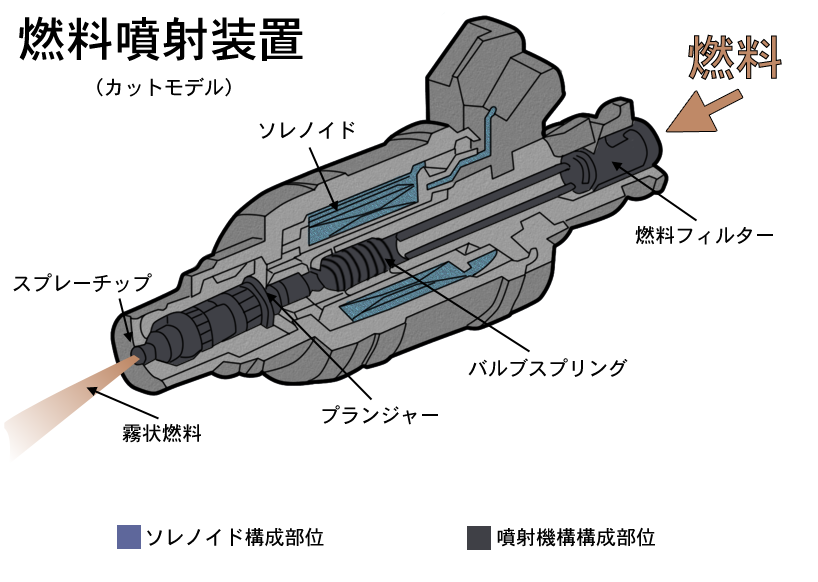
フュエル・インジェクター構造図

燃料タンクに備え付けられた燃料ポンプにより燃料系統パイプに常時高い圧力（燃料圧力）が掛けられる。燃料系統パイプの末端に設けられたインジェクターは、電気信号の入力で内部のプランジャーが作動、もしくは機械式噴射ポンプによって高圧となった燃料により開弁することで、スプレーチップ先端のノズルからインテークマニホールド内の吸気ポート付近に燃料を噴射する。
電子制御式インジェクターは1分間に噴射できる燃料（300cc/min等の数値で判別できる）が定められており、エンジンの排気量や性能に応じて最適な容量のインジェクターが設計時に選択される。規定噴射量はごく簡単にはキャブレターにおけるメインジェットと同様に、先端のノズルの孔径によってほぼ決定され、孔が大きくなる程同じ燃料圧力でもより多くの燃料が噴射できる。逆に、ノズルの孔径が同じであっても規定の燃料圧力が異なる場合には燃料圧力が高い程より多くの燃料を噴射できる。
実際にエンジン内に噴射される燃料の量はインジェクターの1分当たり噴射量と開弁時間、及び燃料圧力レギュレータによって決定された燃料圧力によって制御されている。基本的な噴射時間はエアフロメーターで計測された吸入空気量により決定されるが、そのままではラフなアクセル操作などにより急激に燃調が濃くなった際にエンジンが不調となったり、排気ガスの濃度が増すため、排気管内に設けられたO2センサーで空燃比を計測し、その計測結果に応じて開弁時間の補正を行うことで高性能と排出ガスの低エミッション化を両立している。
初期のインジェクターは水鉄砲様の単孔式プレーンノズルであったが、近年のインジェクターはスプレーノズル（en:Spray_nozzle）の概念を取り入れ、ノズルの内部構造を複雑なものとしたり、スプレーチップ先端に複数の穴が開けられた樹脂カバーを装備することで燃料の霧化をより促進してさらなる燃焼効率の向上を図っているものもある。

## 制御方式
2013年現在、ほぼすべての燃料噴射装置が電子制御になった。
- コモンレール方式は、燃料を、噴出装置までレール（高圧パイプ）を使って送り、電子制御で噴射する。
- ユニットインジェクターは、シリンダー上部に注射器のように取り付け、カムによって噴射する。電子制御は、噴射量を減らす操作を行う。インジェクターまでは低圧のパイプでつながっている。カムによる圧縮で2,000気圧の高圧噴射を可能にしている。

### 機械式
電子制御式が普及する以前の機械式による燃料噴射の技術。

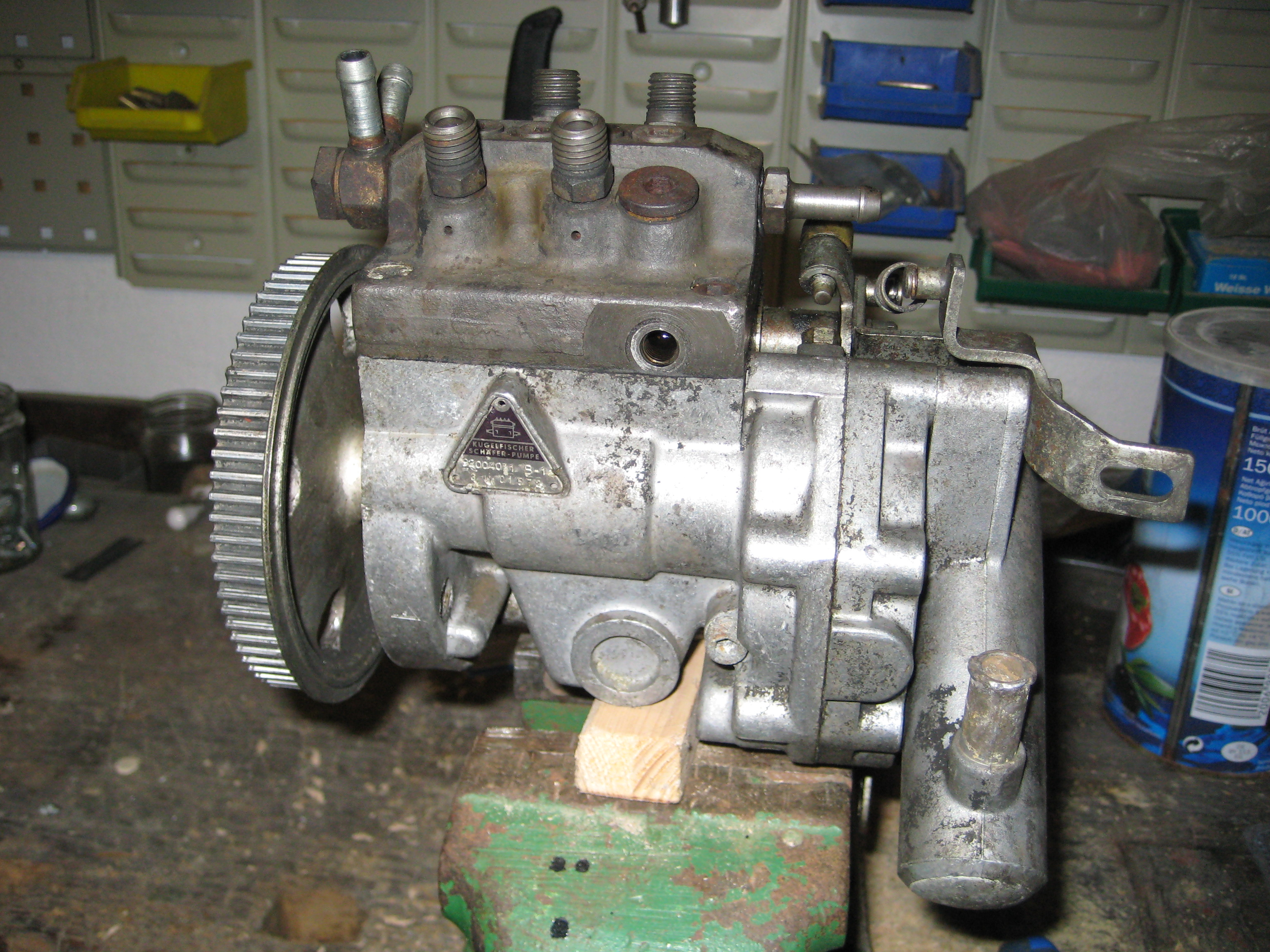
クーゲルフィッシャーのプランジャ式燃料噴射ポンプ

燃料噴射量の決定に電子式の演算装置を用いないもの全般を指す。
クーゲルフィッシャー
ドイツのFAGが製造していた機械式の燃料ポンプで、基本構造とシステムとしてはディーゼルエンジンの燃料噴射方式と同様で、気筒数分のカムとプランジャーを内蔵させたインジェクションポンプをエンジンの動力によって作動させ、各気筒の吸気ポートに噴射させる方式（筒内噴射ではない）。噴射量制御もディーゼル同様アクセル開度に連動した遠心ガバナーとラック・アンド・ピニオンによるプランジャーの圧縮ストローク制御となる。1960年代から1970年代前半のポルシェ・メルセデス・ベンツ・BMW・プジョー・ランチアなどに使用例がある。
三菱重工業によるクーゲルフィッシャーのデッドコピー品
大日本帝国海軍は第二次世界大戦中、同盟国のドイツからの技術導入でインジェクターの国産化を狙ったが、技術機密の流出を危惧したドイツ側に拒否されてしまった。そこでライセンス生産を目的として輸入したダイムラー・ベンツDB601エンジンに装着されていたインジェクターを三菱重工にリバースエンジニアリングさせ、デッドコピー（無許可複製）で生産させていた。三菱重工業が手がけた理由は、同社が戦前期すでに直噴式ディーゼルエンジンを実用化していたことによる。同社の航空機用空冷星型エンジンの他、DB601を国産化した愛知航空機製のアツタ、川崎飛行機製のハ40も、クーゲルフィッシャーの製造ライセンスが得られなかったため、三菱のデッドコピー品を使用していた。しかし、初期は工作の不慣れから、後に工業技術力の低下により、インジェクターとしての完成品のうち検査合格品は2割程度だったとされる。一方、B-29迎撃に活躍した局地戦闘機『雷電』や五式戦闘機など、三菱製インジェクターエンジン搭載機はそれなりの実績を上げている。
ボッシュ・Kジェトロニック （K-Jetronic） （1973–1994年）
ディーゼルエンジン用の燃料噴射装置の流用では機構構造が複雑で、重量や価格の面でも一般的な量産車には向かないため、コスト低減のために開発されたのがKジェトロニックである。フラップ式のエアフローメータが噴射量を制御するプランジャーに機械的に直結している。燃圧は、フューエルポンプで圧送された燃料をレギュレーターで制御するのみで、カムとプランジャーによる加圧は行わない。また、燃圧も上記ディーゼル流用タイプに比べ、低い（おおむね5bar程度と、後年の電子制御式燃料噴射に比べればやや高いが）ことが特徴で、全気筒に対し連続的に燃料噴射を行う。こちらはフォルクスワーゲン、アウディ、BMW、メルセデス・ベンツ、ロールス・ロイス、ベントレー、ロータス、フェラーリ、プジョー、ルノー、ボルボ、デロリアン、フォードヨーロッパなど18社の自動車メーカーが採用した。
名称の「K」は、ドイツ語で「連続的な、持続的な」を意味する「Kontinuierlich」に由来する。
ボッシュ・KAジェトロニック
三元触媒装着車に対応するため、排出ガス中の酸素濃度に応じた噴射量の制御機能を追加したタイプ。酸素濃度を測定するO2センサー信号を、簡単なコンピュータにより処理し、燃料噴射量を制御するという意味では「電子制御式」であるが、主要な燃料噴射の制御はKジェトロニック同様のフラップ式エアフローメータが制御プランジャーと構造的に直結しているもの。
この時期の機械式インジェクションは主にエンジンの出力アップを目的としていたため、その後の排出ガス規制には適応できず、電子制御式に取って代わられた。

### 電子制御式
燃料の噴射に電子的な演算を行なうタイプを広く指す。2013年現在「燃料噴射装置」や「インジェクション」というと大抵こちらの電子制御式である。
ボッシュ・Dジェトロニック（D-Jetronic）（1967–1976年）
吸入された空気量を直接計測するシステムではなく、圧力センサーで計測したスロットルボディ付近の吸入空気圧を基本データとし、吸気温センサーで計測した吸入空気温度とスロットル開度センサーからのスロットルバルブ開度の情報を補足データとして、吸入された空気量を予測する。これも初期タイプは出力アップのみを目的としていたが、O2センサーと三元触媒を装着することによって排気ガス浄化システムとして継続している。
コストが抑えられるため日本では気筒数の少ない軽自動車や小型自動車用のインジェクションシステムとして使用されている。
'D'は ドイツ語の"Druck"（圧力）を意味しており、エンジン温度、エンジン回転数と並んで、吸入エア量をインテークマニホールドに設置された負圧センサで測定したインテークマニホールド圧を元に計算が行われ、インジェクタ内のシステム圧を一定に保つ電動フューエルポンプと組み合わせた。VW 1600 LE/TLEに搭載され、量産型乗用車世界初の電子制御式ガソリン燃料噴射システムとして1967年に登場した。
ボッシュ・Lジェトロニック（L-Jetronic）（1974–1989年）
吸入された空気量をエアクリーナーとスロットルボディの間に装着したエアフローセンサーで直接計測することで、吸入空気量を基本データとして燃料噴射量を決定する。
エアフローセンサーは、初期タイプではフラップ式のものが使われていたが、これだと吸気管内での抵抗になるため、ホットワイヤー式やカルマン渦式のエアフローセンサーが採用されるようになった。
吸入空気の脈動による計測誤差が少ないので、気筒数の多いエンジンに採用されることが多い。また、吸入空気を過給するターボチャージャーやスーパーチャージャーを装着させたエンジンにも向いている。
三元触媒が排出ガス浄化に用いられるようになり、O2センサーを用いたフィードバック制御が必要になった時期から急速に発達した。
名称の "L" は、エアフローセンサーをドイツ語で "Luftmengenmesser" と呼ぶことから来ている。
ボッシュ・KEジェトロニック（KE-Jetronic）（1985–1993年）
吸入された空気量をフラップ式のエアフロセンサーで計測するシステムで、その他は機械式のインジェクションシステムと変わりが無かった。排気ガス浄化としてO2センサーと三元触媒を装着して対応するようになった。
なお二輪車等で排出ガス規制の対象外の車種においては、電子制御式ながら主としてアクセル開度とエンジン回転数から噴射量を決定しており、実際の吸入空気量（質量）を計測していないものがある。

## 利用方式

### シングルポイントインジェクション
シリンダーごとではなく、全シリンダーに対して一括して一箇所（1個ないし2個）のインジェクターで燃料を供給する方式。SiやSPIなどと省略される。低圧燃料噴射装置とも呼ばれる。
燃料を噴射するインジェクターと、撹拌し均一性の高い混合気にするミキサー、それらを収めるハウジングからなる。
キャブレター方式のエンジンにも最小限の設計変更で搭載が可能で、吸気抵抗の低減、古い設計のエンジンの電子制御化などが比較的ローコストで実現できる。インジェクター総数が1本ないし2本程度で済むため、MPI形式に比べてインジェクター不良によるエンジン始動不能の確率が相対的に低くなることや、インジェクター不良による各気筒への噴射量のバラツキに起因するエンジントラブルが起こらないというメリットがある。しかし相対的な性能ではMPIのポート噴射式インジェクターには及ばない。
航空機用としては日本では中島飛行機が「栄」や「誉」の末期型用に開発した。しかし、空冷星型エンジンの各シリンダーに均一な混合気を均一な圧力で供給することが難しく、改良も進められたが、実用化とほぼ同時に終戦を迎え、実績はほとんど挙げていない。
自動車用では、日本車での採用例はトヨタのCi（採用エンジン例:1S-iLU・4S-Fi）、日産のEi（採用エンジン例:CA18i・GA16i・SR18Di・VG30i）、また中島飛行機の後身である富士重工が1,800ccエンジンのレオーネ・EA82系アルシオーネ・EJ18系レガシィの初期にSPFIと称して採用したほか、軽自動車用のスバル・EN型エンジンで採用した。
これらのメーカーは燃料噴射装置付きエンジンの中でも比較的低廉なグレードのものにSPIを採用していたが、三菱のECI（採用エンジン例:G63B、G54B、G32B等の縦置きエンジン）は、各ポート噴射式のMPI（ECI-MULTI）を本格的に採用するまでの間は、ターボエンジンなどの上級グレードの車種にも積極的にSPIを搭載していた。三菱のSPIはスロットルボディの前に配置された2本の大容量インジェクターがスロットルに向けて集中的に燃料を噴射する独自の形式で、WRCに参戦する車両（ランサーEX、スタリオン）のエンジンにも市販車と同じ構造のSPIを使用し、多数の実績を収めている。こうしたSPIの中で一番の成功例はホンダの第1期F1用エンジンであろう（1964年 - 1968年にかけて2勝を記録）。日本国外のメーカーで、日本での馴染みの深い車種としてはイギリス・ローバー製のミニがその末期で採用した。
アメリカでは古いエンジン用に、キャブレターをインジェクションに変更するレトロフィットキットが現在でも市販されている。

### マルチポイントインジェクション
シングルポイントインジェクションの後に登場した技術で、インテークマニホールドの吸気ポート付近にシリンダーごと1本のインジェクターを配置し、各シリンダーに独立して燃料を噴射する方式である。
マルチポートインジェクションとも言い、MPIなどと省略される。
SPIに比較してきめ細かな制御が行えるため高出力化や高度な排出ガス対策を行いやすい利点があり、市販自動車においてMINIのフルモデルチェンジ（クラシック・MINIの生産終了）がなされた後の現在では燃料噴射装置のほぼ全てがこの形式である。しかし、SPIに比較してインジェクター総数が増えるために特定の気筒のインジェクターが不調となることでエンジン全体の不調を招く可能性が相対的に大きくなる欠点がある。
2バルブ/マルチバルブエンジン共にインジェクターの本数はエンジンの気筒数と同じであったが、デュアルインジェクターでは気筒数の2倍となる。その他に冷間始動時専用のコールドスタートインジェクターを1本持つものがあり、チューニングカーでは、高出力化と燃焼室冷却（破損防止）用としてインテークマニホールドにインジェクターを1 - 2本追加する場合がある。
噴射方式には大きく分けて下記の3種類が存在する。
同時噴射方式
全てのインジェクターが同一のECU信号で同時に噴射を行うもの。形式こそMPIであるが、動作原理はSPIに近いものである。シリンダーによっては噴射から吸入までややタイムラグが発生するため、当然ながら燃焼制御も大雑把なものとなる。
グループ噴射方式
各気筒の吸入工程に合わせて噴射を行う形式。しかし、4気筒エンジンで2気筒が吸入工程にある場合、その2本のインジェクターを同一のECU信号で駆動するため、厳密な意味での各気筒独立した制御は行えない。
シーケンシャル噴射方式
各気筒の吸入工程に合わせて噴射を行う形式で、全てのインジェクターが独立したECU信号で噴射を行うもの。ECUの制御が複雑になり、高価となりがちでもある。
現在主流の形式はシーケンシャル噴射であるが、更に厳密には各シリンダーの燃焼制御が完全に個別に行われているかどうかは、O2センサーの配置に大きく影響を受けることに注意が必要である。極めて高度なフィードバック制御を行う場合には、O2センサーが各気筒の排気ポートに独立して配置される必要があるが、コストの問題でシーケンシャル噴射であってもO2センサーをシリンダーバンク単位もしくはエンジン（三元触媒）に対して1個しか持たないものも存在する。このような場合には個別にO2センサーが配置されるものよりもシリンダー単位での燃焼制御はやや大雑把になってしまう。

### デュアルインジェクター（ツインインジェクター）
気筒毎に2本のインジェクタを持つ配置する方式。後述の追加インジェクタの様に異なる仕様のインジェクタを組み合わせることも可能だが、同じ仕様のインジェクタを使用することが多い。1本の大容量インジェクターでは細かい噴射量の調整が難しく、無効噴射時間の増大による制御性の低下、燃料霧化性の悪化、噴射時間の長大化などの欠点があるが、2本のインジェクタで行うことでこれらの欠点が解消出来るため、レーシングカーなどでは比較的用いられていた手法となる。
近年においては省燃費を重視する量産車においても採用が進んでいる。従来の吸気2バルブのエンジンでは2つの吸気ポートに対して一つのインジェクタで対応していたが、これらは2本のインジェクタがそれぞれのポートに対応する構成となっている。噴射燃料が微粒化することで燃焼が安定、特にEGRを大量に導入することが一般的になってきている省燃費車においてより多くのEGRの導入が可能となるなどメリットは大きい。
さらにインジェクタを吸気バルブに近い位置に配置し噴射制御を最適化することで、シリンダ内へ直接燃料が入る割合が増え、燃料気化によるシリンダ内の温度低下が期待できる点も大きい。これによりノッキングを抑制されるため圧縮比を上げることも可能になる。ノッキング抑制はシリンダ内に直接噴射する直噴エンジンほどではないが、コストのかかる高圧インジェクタやポンプ、それらに対応する補機類が不要であり、インジェクタ増によるコストの増加はあるものの既存のポート噴射エンジンの若干の改良で対応が可能である。
同機構の国内メーカーにおける呼称は、日産では「デュアルインジェクター」、ホンダでは「ツインインジェクションシステム」、スズキでは「デュアルジェットエンジン」（デュアルインジェクターを含む複数の機構を採用したエンジンの総称）、ダイハツでは「デュアルインジェクタ」となっている。同機構は量産車としては日産が世界初としている。また、2輪ではスーパースポーツでは性能向上とレスポンス向上のために採用されている。

### コールドスタートインジェクタ
気筒毎にインジェクタを持つ（マルチポイント）エンジンでは、冷間時の始動性の向上のためにコールドスタートインジェクタを持つものがある。キャブレター時代のチョーク機構の代わりというべきもので、冷却水の温度が一定以下の状態や、排気温度が一定以下の状態で作動するようコンピュータで管理されている。真冬の寒冷地などでエンジン冷却水路内のサーモスタットが開きっぱなしになった場合など、水温がなかなか上がらない状況などでは動きっぱなしとなり、燃費の悪化に繋がる。

## 各自動車メーカーでの呼称
EFI
（Electronic Fuel Injection）
トヨタ自動車（マルチポイント式のみ）・ダイハツ工業・ヤマハ発動機での呼称。また、フォードやGM、大宇も使用していた。EFIの国内での商標はトヨタが所有しているが、電子制御式ガソリン噴射システムの呼称として一般化している。
初期の頃はフラップ式エアフロメーターを使用していたが、圧力センサーを用いたDジェトロニックに切り替わっていった。また一部車輌ではカルマン式も用いられていた。現行車輌においてはほぼホットワイヤー式のエアフロとなっている。
Ci
（Central Injection）
トヨタ車のシングルポイントインジェクション（上述）。
EGI
（Electronic Gasoline Injection）
日産自動車・マツダ・スバル（旧・富士重工業）。初期はフラップ式エアフロメーターを使用していたが、最近はホットワイヤー式エアフロメーターが主流である（日産自動車では、日産・ECC（電子制御キャブレター）からの流れを引き継ぎ、燃料噴射装置を含めたエンジン集中制御システムECCS（Engine Central Control System）として併記している場合が多い）。
PGM-FI
（ProGraMmed Fuel Injection）
本田技研工業での呼称。採用されていればF1から4サイクル50ccまで同一の名称が使用される。オートバイ用でデュアルインジェクション式のものはPGM-DSFI（Dual Sequential Fuel Injection）となる。
EPI
（Electronic Petrol Injection）
スズキでの呼称。また、ターボチャージャーが組み合わされる場合は呼称がEPIターボとなる。
ECI-MULTI
（Electronic Controlled Injection-Multi）
三菱自動車工業での呼称。なおMultiとは、各シリンダーに1つずつ噴射装置が装備されているということを表す。シングルポイントインジェクションの場合単にECIと称していた。初期の頃から独自のカルマン渦流式エアフロメーターを使用し続けていることが特徴である。
ECGI
（Electronically Controlled Gasoline Injection）
1970年にいすゞ自動車が日本で最初に開発した自動車用アナログECUによるシステム。最初に採用されたモデルは117クーペ。
DFI
（Digital Fuel Injection）
カワサキモータース製のオートバイ用エンジン及び汎用エンジンに採用されている燃料噴射装置の呼称。
EMPi
（Electric Multi-Point injection）
スバルが軽自動車向けのエンジンコントロールシステムを呼ぶ場合に使用している呼称。
MPFI
（Multi-Point Fuel Injection）
1990年代からスバルが日本国外輸出向け車両のエンジンコントロールシステムを呼ぶ場合に使用している呼称。

## 追加インジェクタ
いわゆるチューニングカーでもターボチャージャーの大容量化などの著しい出力の向上を図るための改造を行った場合に、標準のインジェクタでは勿論、純正を置き換えるタイプのインジェクタでも燃料噴射量が不足する場合がある。過給圧に対し燃料がリーンとなればノッキングの原因となり、結果燃焼室（ピストントップ）の冷却が追いつかず、熱を持ったピストンが棚落ちするなど、エンジンブローの原因となる。そこで元々のインジェクタに加え、高過給圧条件下で燃料を噴射するようなインジェクタを設け出力空燃比に近づけるセッティングを行うことで、高過給圧下での燃料噴射を確実に行なう。実際のセッティングは排気温度計とA/F計を主に用いて行なう。当然エンジンブローに至るまでのマージンは少なくなる。またいわゆるNOS、ナイトロなどと呼ばれるシステムにおいてはパワーを追求していくと亜酸化窒素ガスのみの噴射(ドライショット)では燃料の量が不足するため、亜酸化窒素と燃料を同時に噴射するタイプ(ウェットショット)も存在する。

## 燃料噴射装置のメンテナンス
インジェクターはキャブレターに比べて経年劣化や長期放置による不具合の発生は少ない。
そのためバッテリーを上げない限りはほとんどの場合始動や通常走行に支障が出ることはないといえる。
しかし、下記の要件によりエンジンの初期性能は次第に発揮できなくなってくるため、旧式化した車両を維持する際には各項目につき個別のメンテナンスは必要になる。
- 燃料ポンプやプレッシャーレギュレータの経年劣化による燃圧の乱れ[注 4]
- インジェクター内のフィルター詰まりによる噴射量の低下
- インジェクターと燃料パイプの接続部のOリング劣化による燃料漏れ[注 5]
- インジェクターのプランジャーへの異物噛み込みによる燃料漏れ[注 6]
- インジェクターのスプレーチップ部の樹脂カバー破損による噴射パターンの乱れ
- O2センサーやエアフロメーターの故障や汚損による噴射制御の乱れ

これらの経年劣化のうち、燃料ポンプやエアフロメーターに起因するものはエンジンの始動困難など、その車両の円滑な運行に重大な支障をきたす恐れがある。
また、インジェクター本体に起因するものは特にMPI形式の場合、各気筒に供給される燃料の量にバラツキが生じる直接の原因となるため、アイドリングの不安定や低回転域のトルクの低下などの要因となる。基本的には不具合が生じたインジェクターは新品に交換するしかないが、2000年代前後から超音波洗浄機を用いてインジェクターの噴射パターンの改善や噴射量の均一化を行うサービスも登場してきている。